# Teodor Rotrekl
Teodor Rotrekl, původním jménem Theodor Rothröckel (1. června 1923 Brno – 1. září 2004 Praha) byl český výtvarník a ilustrátor, věnoval se především žánru sci-fi, ale i naučné literatuře pro děti. Patřil mezi zakládající členy umělecké skupiny Radar. Svojí tvorbou je řazen k představitelům nové figurace a českého pop-artu.

## Životopis

### Mládí a studium
Theodor Rothröckel se narodil v Brně do česko-německé rodiny obchodníka. Od roku 1935 studoval na druhém reálném gymnáziu v Brně-Husovicích a poté od roku 1939 na Škole uměleckých řemesel v Brně, nejdříve grafický obor a posléze do roku 1943 keramický a sochařský obor u profesora Jana Lichtága. V roce 1943 pokračoval na Vysoké škole uměleckoprůmyslové v Praze. Na počátku studia byl totálně nasazen do tiskárny. Zde se seznámil s typografií přímo v praxi. Záhy po válce pokračoval ve studiu na VŠUP v ateliéru Antonína Strnadela a v ateliéru užité malby a grafiky Josefa Nováka.
V roce 1948 se oženil se spolužačkou Tamarou Matouškovou.
Ještě před státní zkouškou pracoval v roce 1948 krátce jako asistent u profesora Jana Zrzavého na Katedře výtvarné výchovy Filozofické fakulty Univerzity Palackého v Olomouci. Na VŠUP absolvoval v roce 1949 vytvořením panelů pro putovní propagační výstavu „Od dvouletky k pětiletce“. Absolventskou práci realizoval společně se spolužákem Dobroslavem Follem. Putovní výstavu zakoupilo ministerstvo kultury. V témže roce také  připravil pro Československý svaz mládeže výstavu na Světový festival mládeže a studenstva, který se konal v Budapešti. V roce 1950 si počeštil křestní jméno i příjmení z Theodor Rothröckel na Teodor Rotrekl. (Přesto se jeho jméno i nadále přepisuje nedůsledně, zejména křestní jméno.)

### Počátky tvorby
V roce 1950 nastoupil základní vojenskou službu a začal pracovat pro SNDK – ilustroval například knihu pohádek Pavla Kohouta O černém a bílém. Údaje o jeho malířské tvorbě z první poloviny 50. let 20. století se různí. Na základě svědectví manželky Tamary Rotreklové se malířské tvorbě věnoval, ale většina obrazů skončila v soukromých rukou.
V roce 1951 se manželům Rotreklovým narodil syn Vladimír a v roce 1953 dcera Teodora. V témže roce začal Teodor Rotrekl s ilustrováním prvních knih. Také navrhl přibližně patnáct panelů pro zemědělskou výstavu v Praze. V roce 1954 nastoupil jako výtvarný redaktor do nakladatelství Mladá fronta.

Ilustracemi přispíval do časopisů ABC mladých techniků a přírodovědců, Ohníček, Radar, Svět techniky,  Technický magazín, Věda a technika mládeži, do časopisu  Československý voják, Pionýr a dalších. Příležitostně se věnoval ilustrování knih vědeckofantastického žánru. Již v mládí se zajímal o vědu, techniku a fantastiku. Brzy začal být vnímán jako umělec tvořící kvalitní a informovaný výtvarný doprovod k danému textu. I proto, po neshodách v nakladatelství v roce 1956, mohl odejít a věnovat se svobodnému povolání.
Změny a uvolnění probíhající v oblasti kultury v druhé polovině 50. let vnímali jak Rotrekl, tak jeho přátelé. Společně s Františkem Skálou a bývalými spolužáky Zdeňkem Mlčochem a Dobroslavem Follem uspořádali výstavu v pražské Galerii Československý spisovatel v roce 1959. Prezentovala jejich obdiv k civilizaci, technice a strojům. Tuto výstavu lze prezentovat jako první vystoupení ještě nevytvořené skupiny Radar. Teodor Rotrekl zde vystavoval malby inspirované prostředím ruzyňského letiště. Poprvé prezentoval téma leteckých strojů, kterému se věnoval celý život. Část svých obrazů vystavil na letišti v Ruzyni s tematicky podobně zaměřenými díly Dobroslava Folla. Druhý cyklus vystavených obrazů vycházel z prostředí motocyklových závodů, které jej také zajímaly od mládí. Vytvořil řadu skupinových portrétů závodníků, například Motocyklisté (1958) nebo Vítězové (1962). Znal závodníka Františka Helikara a tak vznikl Portrét Franty Helikara (1958). Vystavené obrazy bylo možné zařadit mezi produkci mladých modernistů té doby.

### Angažovaný umělec
Na konci roku 1960 patřil mezi zakládající členy umělecké skupiny Radar. Její členové ve své tvorbě navazovali na předválečné modernistické směry. Většinou byli členy Svazu československých výtvarných umělců (SČSVU). Tvořili velmi nesourodou skupinu malířů, sochařů, grafiků, ilustrátorů atd. Rotrekl se prezentoval v rámci „sekce malby a grafiky“. Vystavoval na oficiálních přehlídkách československé malby, jako byla výstava „Výtvarní umělci k patnáctému výročí osvobození ČSR“ (1960) nebo „Výtvarní umělci ke čtyřicátému výročí KSČ“ (1961). Brzy se začal politicky angažovat. (Byl ovlivněn otcem, který patřil mezi předválečné komunisty a který byl 1. 9. 1939 zatčen, vězněn v Brně na Špilberku a celé období druhé světové války prožil v koncentračních táborech Dachau a Buchenwald.)
Teodor Rotrekl vstoupil do KSČ, působil i v rámci ústředního výboru SČSVU. Byl komisařem výstav československé grafiky v NSR (1963) a v Moskvě (1966), také komisařem výstavy Radaru na Kubě (1964). V polovině 60. let pracoval jako člen výstavní komise Galerie Československý spisovatel.

### Umělecký vývoj
V letech 1962 a 1963 rozvíjel Rotrekl dosavadní témata, ale zaměřil se především na experimenty s technikou malby a materiálem. Zajímal jej princip koláže, asambláže nebo technika informelu. V dílech jako například Montáž Kaplanovy turbíny (1963) byl vidět jeho další umělecký vývoj. Vytvářel asambláže a objekty, do nichž zabudovával různé technické předměty. Na sololitové desky lepil například tlačítka, kolíky, dráty nebo ciferníky, později také světelné zdroje. Ale brzy zjistil, že tvorbou se snaží vyjádřit určité sdělení nebo poslání a abstraktní obrazovou kompozici záhy opustil.
Přelomový se stal rok 1964 a cyklus inspirovaný piloty. Letadla a letecký provoz byl inspirací umělce od počátku jeho tvorby. Souběžně s  obrazy inspirovanými ruzyňským letištěm (1958–1959) vznikaly malby pilotů a parašutistů, kteří byli zobrazováni jako novodobí hrdinové. Ovšem právě v této době byl vyslán redakcí časopisu Československý voják udělat reportáž na letiště do Mladé. Setkání s piloty přineslo – podle jeho vlastních slov – zásadní změnu v jeho vnímání vědy a techniky. Nadšení a obdiv vystřídala obava. Technické novinky sice vedou k pokroku, ale mohou způsobit také mnoho zla a zkázy. Vedle přezíravosti pilotů, s nimiž Rotrekl hovořil, zde zapůsobila asi i jeho aktuální práce na vydání díla Karla Čapka Války s mloky. Spolupracoval na něm s Václavem Bláhou. Zpracování knihy vydané v roce 1965 získalo několik ocenění.
V jeho nových obrazech se oslavovaní letci změnili v tragicky končící lidské trosky. Například lze uvést Dvojportrét sestřelených pilotů (1964) nebo Oběti útoku (1964), kde poprvé kombinoval několik výtvarných postupů. Základem byla koláž z novinových výstřižků, kterou překryla barevná malba letadel se dvěma piloty. Ve větší části obrazu jsou letci zobrazeni již jako lidská torza. Svou tvorbou reagoval na aktuální pop-art. V roce 1965 prezentoval svá díla na několika výstavách, například na výstavě „Výtvarní umělci k výročí 20 let ČSSR“ (Jízdárna Pražského hradu) nebo na výstavě Radaru v Galerii umění v Karlových Varech. A především na své samostatné a nekonvenční výstavě „Dobývání skutečnosti“ ve výstavní síni Československého spisovatele, kde prezentoval také díla z cyklu „spálených letců“. Bylo zřejmé, že ve své tvorbě směřuje mimo „soudobý realismus.“
Nejzajímavější částí Rotreklovy samostatné výstavy byla její třetí sekce, díla využívající postupů pop-artu. Teodor Rotrekl vystavil i monumentální komponované obrazy určené k poctě konkrétním lidem. Fascinace vesmírem a obdiv k jeho dobývání se staly motivem Votivního obrazu Juriji Gagarinovi (1964), z respektu k vědeckým objevům vznikl obraz s názvem Votivní obraz ke cti sira Alexandra Fleminga (1965). Pro lékaře, který zachránil jeho syna Vladimíra vytvořil Votivní obraz ke cti MUDr. Jana Navrátila (1965).
V katalogu k této výstavě (Teodor Rotrekl: Dobývání skutečnosti: výstava obrazů a grafiky) byl autor charakterizován jako „vyhraněný a bojovný umělec politický“, který na jedné straně vyjadřoval obdiv k pokrokům vědy a na druhé straně se razantně vymezil proti konzumní společnosti a válce (instalace Denně čerstvé zboží). Je vhodné zmínit, že názory na tuto instalaci se různily a byly kontroverzní. (Přesto je třeba dodat, že v roce 1965 patřil Teodor Rotrekl mezi první autory, kteří umění instalace přenesli do oficiálních výstavních síní.)
V následujících letech se věnoval otázkám týkajícím se vztahu člověka a vědy; v tvorbě zůstával věrný společenské angažovanosti,  například obrazem Svědomí vědy (1965) nebo dílem Memento J. R. Oppenheimer (1966), které vzniklo rok před úmrtím fyzika a vědce Roberta Oppenheimera. V tomto případě upozorňuje na riziko zneužití atomové bomby. Později vytvořil obraz Plameny nad Prahou (1969) věnovaný Janu Palachovi a Mistr Jan Hus (1970).

### Zákaz publikační a výstavní činnosti
V roce 1968 společně s dalšími členy umělecké skupiny Radar reagoval kriticky na okupaci vojsky Varšavské smlouvy. Malby, které vystavoval, provokovaly nejen svými názvy jako Pohřební slavnost (1968), Smutek a zloba (1968) nebo Kde domov můj (1968–1969), ale především tematikou symbolizující ztrátu svobody. Obrazy musel stáhnout z výstavy. Byl vyloučen z KSČ a donucen ukončit zahraniční spolupráci s galeriemi ve Vídni nebo v Německu. Velká knižní nakladatelství s ním přerušila spolupráci. Pracoval pro dětské časopisy. Ilustrační tvorbě se věnoval pouze pro několik slovenských nakladatelství. Vytvořil několik realizací pro architekturu, například vlys v prodejní hale Mototechny v Pardubicích nebo malbu na reliéfním podkladu v nemocnici v Brně-Bohunicích. Věnoval se také tvorbě návrhů na gobelíny pro manželku.
Na počátku 70. let 20. století se odstěhoval s rodinou z Prahy do Horního Bezděkova u Kladna.

### Obnovení činnosti
Teodor Rotrekl mohl vystavovat až po deseti letech v roce 1980. Byl systémem tolerován a zůstal věrný komunistické ideologii. Po roce 1989 se stal kritikem nového politického řádu. K obnovení umělecké skupiny Radar v 90. letech se nepřipojil, ale její výstavy v pražské Galerii Vltavín (1994) se zúčastnil svými aktuálními pracemi. Spíše než odbornou veřejnost zaujala jeho celoživotní tvorba fanoušky science-fiction, mezi kterými byla známa a obdivována.

### Science fiction
Během desetileté izolace bylo možné jeho tvorbu vidět na setkáních příznivců science fiction Parcon. Spolupracoval s česko-slovenským Fandomem. Vytvořil logo Parconu, plakáty, pozvánky a další materiály pro Parcon. Na základě předlohy Ondřeje Neffa připravil vzor keramické sošky mloka pro cenu Karla Čapka a Akademie SFFH.

### Pozdní léta a odkaz umělce
Teodor Rotrekl patřil k zakládajícím členům umělecké skupiny Radar. Prosazoval tvorbu skupiny v zahraničí. Byl významným představitelem nové figurace a je řazen k představitelům českého pop-artu.
V počátcích svého uměleckého života patřil k uměleckému establishmentu. Jeho názory a osobní život ho postavily mimo hlavní proud českého poválečného umění, byl „komunistou“ a jeho tvorba se zařadila k socialistickému realismu ovlivněnému modernismem. Odbornou veřejností byla přijata jeho tvorba související s pop-artem z druhé poloviny 60. let 20. století.
Devadesátá léta 20. století mu přinesla mnoho zakázek na ilustrace vědeckofantastických knih z domácí scény i ze zahraničí. Také další desetiletí, již v umělcově pozdním věku, byla jeho tvorba kvalitativně nadprůměrná.
Kurátorka PhDr. Marta Sylvestrová uspořádala v roce 2009 výstavu v Moravské galerii v Brně, která byla zaměřena na Rotreklovu užitou tvorbu, klasické futuristické práce v knihách a na obálkách časopisů, jeho grafický design v dětské populárně-naučné literatuře a plakáty ke slavným dílům filmové science fiction. 
Vhled do mnoha oborů lidské činnosti a poznání, také zájem o člověka a realitu života v době socialismu vedly Teodora Rotrekla k tvorbě obrazů s vysokou sdělnou hodnotou. Pop-artové techniky mu sloužily jako prostředek k názornému a srozumitelnému sdělení vlastních myšlenek „světu“. Ilustroval kolem padesáti knih, desítky různých publikací i učebnic, stovky čísel časopisů včetně titulních stran časopisu Ikarie. Jeho dílo je zastoupeno v Českém muzeu výtvarných umění v Praze, v Galerii hlavního města Prahy, v Moravské galerii v Brně, v Národní galerii v Praze nebo v Památníku národního písemnictví.

## Užitá tvorba
Teodor Rotrekl se uplatnil jako typograf, knižní ilustrátor, věnoval se plakátové tvorbě a působil i v oblasti propagačního výtvarnictví. V oblasti knižní ilustrace je  považován za legendu vědecko-fantastické literatury. Brzy po studiích se s ohledem na zakázky mohl zaměřit na odbornou, resp. technickou literaturu. Mezi jeho první knižní ilustrace patřily knihy Sto tisíc proč (Michail Iljin, SNDK, 1951) nebo Elektřina kolem nás (A. P. Bejlakova, SNDK, 1953). Zařadit lze mezi klíčové grafiky edice Knížky pro chytré děti vydávané SNDK mezi lety 1959 a 1969.

### Ilustrace
Výběr nejznámějších ilustrovaných knih
- Arnošt Vaněček, Bílé zlato (SNDK, 1956)[14]
- František Běhounek, Akce L (SNDK, 1956 a 1962)[14]
- Stanisław Lem, Astronauti (SNDK, 1956)
- Stanisław Lem, K mrakům Magellanovým (Mladá fronta, 1956 a 1958)[15]
- František Běhounek, Robinsoni vesmíru ((SNDK, 1958)[14]
- Václav Koval, 25 divů v našem domě ( SNDK, 1961)[14]
- Ivo Štuka, Šest dní na Luně 1 (SNDK, 1963), Rotrekl byl spoluautorem
- Karel Čapek, Válka s mloky (SNKLU, 1965)
- Stanisław Lem, Planeta Eden (1979)[15]
- Václav Koval, Z hlubin země a věků (Albatros, 1981)[14]
- Milan Bauman, Na prahu neznámých světů (Práce, 1981)[14]
- Petr Kettner, Příběhy z Větrné hory (SPN, 1983)[14]

### Další užitá tvorba
Pro Ministerstvo školství vytvořil kolem dvaceti výukových tabulí s informacemi o práci s elektřinou. Vyšly pod názvem Opatrně s elektřinou ve Státním pedagogickém nakladatelství v roce 1960. Podobně vyšly také plakáty Zabraňte požárům! (SPN, 1965), např. plakát Vadné komíny způsobují mnoho požárů.
Podle Lemových Astronautů vznikl plakát pro film Mlčící hvězda (NDR, 1960). Další Lemova kniha K mrakům Magellanovým byla základem utopického filmu Jindřicha Poláka Ikarie XB-1 (1963), k němuž Rotrekl také vytvořil plakát. 

## Výstavy

### Samostatné výstavy
- Divadlo Semafor (Praha, 1960) – první Rotreklova samostatná výstava[16]
- „Teodor Rotrekl: Dobývání skutečnosti“, Galerie Československý spisovatel (Praha, 1965) – druhá samostatná výstava[17]
- „Teodor Rotrekl“, Galerie Zentralbuchhandlung (Vídeň, 1967)
- „Teodor Rotrekl“, Městská galerie, Vysoké Mýto (Ústí nad Orlicí, 1969)
- „Teodor Rotrekl“, Galerie Československý spisovatel (Praha, 1969)
- „Teodor Rotrekl“, Galerie Fronta (Praha, 1970)
- „Teodor Rotrekl: Mementa 60. let“, Galerie Brno, (Brno, 2008)
- „Teodor Rotrekl: Motorky etc. Obrazy z přelomu 50. a 60. let“, Galerie Brno, (Brno, 2009)[18]
- „Teodor Rotrekl“, Etcetera Gallery (Brno, 2017)

### Kolektivní výstavy, výběr
- „Foll Mlčoch Rotrekl Skála“, Galerie Československý spisovatel (Praha, 1959)
- „Tamara Rotreklová, Teodor Rotrekl: Obrazy a gobelíny 1970-80“, Galerie Bratří Čapků (Praha, 1980)
- „Umění zrychleného času. Česká výtvarná scéna 1958–1968“, Dům U Černé Matky Boží (Praha, 1999)
- „Teodor Rotrekl – Grafický design, science fiction a fantasy“, Moravská galerie (Brno, 2009)
- „Planeta EDEN: Svět zítřka v socialistickém Československu v letech 1948–1978“, DOX (Praha, 2010)[19]

## Ocenění
- 1965 – 1. cena v národní soutěži pro Mezinárodní výstavu knižního umění v Lipsku; stříbrná medaile na mezinárodní knižní výstavě v Lipsku (IBA Leipzig) za ilustrace ke knize Karla Čapka Válka s mloky[20]
- 1985 – Mlok za zásluhy, Cena Karla Čapka (cena Fandomu – Mlok)
- 1992 – The Best Artist, významné zahraniční ocenění tvorby v oblasti science fiction, Eurocon, Německo
- 1994 – Cena Ludvík[18]
- 1996 – Cena Akademie science fiction, fantasy a hororu za dlouholetou práci a za celoživotní práci [21]
- 2002 – cena za uměleckou tvorbu České akademie SF

## Zajímavost
Teodor Rotrekl byl spolu s Ivo Štukou spoluautorem knihy Šest dní na Luně 1. Detail jedné z Rotreklových ilustrací z této  knihy byl vybrán producentem irské hudební skupiny U2 Brianem Eno na obal alba Passangers vydaného v roce 1995. Album se stalo raritou a vyhledávaným sběratelským kusem.